# Parafia Chrystusa Króla Wszechświata w Stargardzie
Parafia pw. Chrystusa Króla Wszechświata w Stargardzie – rzymskokatolicka parafia z siedzibą w Stargardzie, należąca do  dekanatu Stargard Wschód, archidiecezji szczecińsko-kamieńskiej, metropolii szczecińsko-kamieńskiej, przy kościele pw. Chrystusa Króla Wszechświata. Erygowana 22 listopada 1998. Jej proboszczem jest ks. Krzysztof Rytwiński TChr.

## Historia
Budowę kościoła parafialnego na nowo wybudowanym osiedlu Chopina rozpoczęła się 25 kwietnia 1994, 23 czerwca tegoż roku Bp Stanisław Stefanek dokonał wmurowania aktu pamiątkowego w fundamenty przyszłego kościoła. Oddano go do użytku 22 listopada 1998.
Posługę w parafii sprawują księżą Towarzystwa Chrystusowego dla Polonii Zagranicznej.

## Działalność parafialna

### Wspólnoty parafialne
- Rada Parafialna
- Caritas
- Liturgiczna Służba Ołtarza
- Akcja Katolicka
- Katolickie Stowarzyszenie Młodzieży
- Arcybractwo Straży Honorowej
- Bractwo Żywego Różańca
- Muzyczna Diakonia Małżeństw
- Diakonia Liturgiczna
- Schola Młodzieżowa
- Zespół Dziecięcy
- Chór Parafialny